# 확산요소법
확산요소법(擴散要素法, 영어: diffuse element method, DEM)은 무요소법의 일종이다. 입자완화 유체동역학(smoothed particle hydrodynamics)과 비슷하지만, 이동최소제곱법(moving least squares)을 적용한다.

## 같이 보기
- 전산유체역학